# Darja Dmitrijewa
Darja Jewgieniewna Dmitrijewa (ros. Дарья Евгеньевна Дмитриева; ur. 19 sierpnia 1995 r. w Togliatti) – rosyjska piłkarka ręczna, reprezentantka kraju, zawodniczka Łady Togliatti, występująca na pozycji środkowej rozgrywającej.
25 sierpnia 2016 roku została odznaczona przez prezydenta Władimira Putina rosyjskim Orderem Przyjaźni.

## Sukcesy reprezentacyjne
- Igrzyska olimpijskie:
  -  2016
- Mistrzostwa Europy:
  -  2018
- Mistrzostwa świata U-18:
  -  2012
- Mistrzostwa Europy U-19:
  -  2013
- Mistrzostwa Europy U-17:
  -  2011

## Sukcesy klubowe
- Liga mistrzyń:
  - Półfinał: 2014–2015 (Dinamo Wołgograd)
- Puchar Zdobywców Pucharów:
  - Półfinał: 2011–2012 (Dinamo Wołgograd)
- Mistrzostwa Rosji:
  -  2011–2012, 2012–2013, 2013–2014 (Dinamo Wołgograd)
  -  2016–2017, 2017–2018 (Łada Togliatti)
  -  2015–2016 (Łada Togliatti)

## Nagrody indywidualne
- Najlepsza rozgrywająca Mistrzostw Europy U-19 2013
- Najlepsza środkowa rozgrywająca Letnich Igrzysk Olimpijskich 2016